# George McCartney
George McCartney (ur. 29 kwietnia 1981 w Belfaście) – piłkarz pochodzący z Irlandii Północnej grający na pozycji lewego obrońcy.

## Kariera klubowa
McCartney pochodzi ze stolicy Irlandii Północnej, Belfastu. Karierę piłkarską rozpoczął w angielskim Sunderlandzie A.F.C. W 2000 roku został włączony do kadry pierwszego zespołu. Zadebiutował w nim w meczu Pucharu Ligi Angielskiej z Luton Town. W Premier League zawodnik po raz pierwszy wystąpił 24 lutego w przegranym 0:2 wyjazdowym spotkaniu z Leicester City. W sezonie 2001/2002 występował w większej liczbie meczów "Czarnych Kotów", jednak w 2003 roku przeżył z nimi degradację do League Championship. Latem został mianowany kapitanem zespołu i przejął opaskę od Irlandczyka Jasona McAteera. Za swoją postawę w sezonie 2004/2005 został wybrany przez fanów Sunderlandu Piłkarzem Roku i przyczynił się do powrotu klubu do Premier League. Jednakże większość sezonu 2005/2006 spędził na leczeniu kontuzji. Łącznie w Sunderlandzie wystąpił 134 razy.
8 sierpnia 2006 roku McCartney podpisał kontrakt z londyńskim West Ham United. Trafił tam na zasadzie wymiany za Clive'a Clarke'a i dodatkowe 600 tysięcy funtów na konto Sunderlandu. W koszulce "The Hammers" zadebiutował 24 października w przegranym 1:2 spotkaniu Pucharu Ligi z Chesterfield F.C. Natomiast w lidze po raz pierwszy wystąpił 29 października przeciwko Blackburn Rovers (2:1). Początkowo był rezerwowym, ale z czasem wywalczył miejsce w podstawowym składzie drużyny prowadzonej przez Alana Curbishleya. 4 listopada 2007 w meczu sezonu 2007/2008 strzelił gola Boltonowi Wanderers, który był jego pierwszym za czasów gry w lidze angielskiej. Za sezon 2007/2008 został wybrany drugim najlepszym zawodnikiem West Ham.
1 września 2008 przeszedł za kwotę 4,5 miliona funtów do swojego wcześniejszego klubu, Sunderland A.F.C.. W nowym klubie zadebiutował 13 września w zremisowanym 1:1 pojedynku z Wigan Athletic. 8 lutego 2011 zakończył reprezentacyjną karierę.
| Sezon   | Klub                       | Kraj   | Rozgrywki      | Mecze | Bramki |
| ------- | -------------------------- | ------ | -------------- | ----- | ------ |
| 2000/01 | Sunderland A.F.C.          | Anglia | Premier League | 2     | 0      |
| 2001/02 | Sunderland A.F.C.          | Anglia | Premier League | 19    | 0      |
| 2002/03 | Sunderland A.F.C.          | Anglia | Premier League | 24    | 0      |
| 2003/04 | Sunderland A.F.C.          | Anglia | Division One   | 41    | 0      |
| 2004/05 | Sunderland A.F.C.          | Anglia | Championship   | 36    | 0      |
| 2005/06 | Sunderland A.F.C.          | Anglia | Premier League | 12    | 0      |
| 2006/07 | West Ham United            | Anglia | Premier League | 22    | 0      |
| 2007/08 | West Ham United            | Anglia | Premier League | 38    | 1      |
| 2008/09 | West Ham United            | Anglia | Premier League | 2     | 0      |
| 2008/09 | Sunderland A.F.C.          | Anglia | Premier League | 16    | 0      |
| 2009/10 | Sunderland A.F.C.          | Anglia | Premier League | 25    | 0      |
| 2010/11 | Leeds United A.F.C. (wyp.) | Anglia | Championship   | 32    | 0      |
| 2011/12 | West Ham United F.C.       | Anglia | Championship   | 41    | 1      |
| 2012/13 | West Ham United F.C.       | Anglia | Premier League | 11    | 0      |
| 2013/14 | West Ham United F.C.       | Anglia | Premier League | 22    | 0      |

## Kariera reprezentacyjna
W reprezentacji Irlandii Północnej McCartney zadebiutował 5 września 2001 roku w wygranym 3:0 meczu eliminacji do Mistrzostw Świata 2002 z Islandią. W 61. minucie tego meczu zdobył gola na 3:0. Od czasu debiutu jest podstawowym zawodnikiem kadry narodowej.